# Långsvansad påfågelsspinnare
Långsvansad påfågelsspinnare (Actias selene) är en fjärilsart som beskrevs av Jacob Hübner 1806. Långsvansad påfågelsspinnare ingår i släktet månspinnare, och familjen påfågelsspinnare. Arten har ej påträffats i Sverige. Inga underarter finns listade i Catalogue of Life.

## Bildgalleri

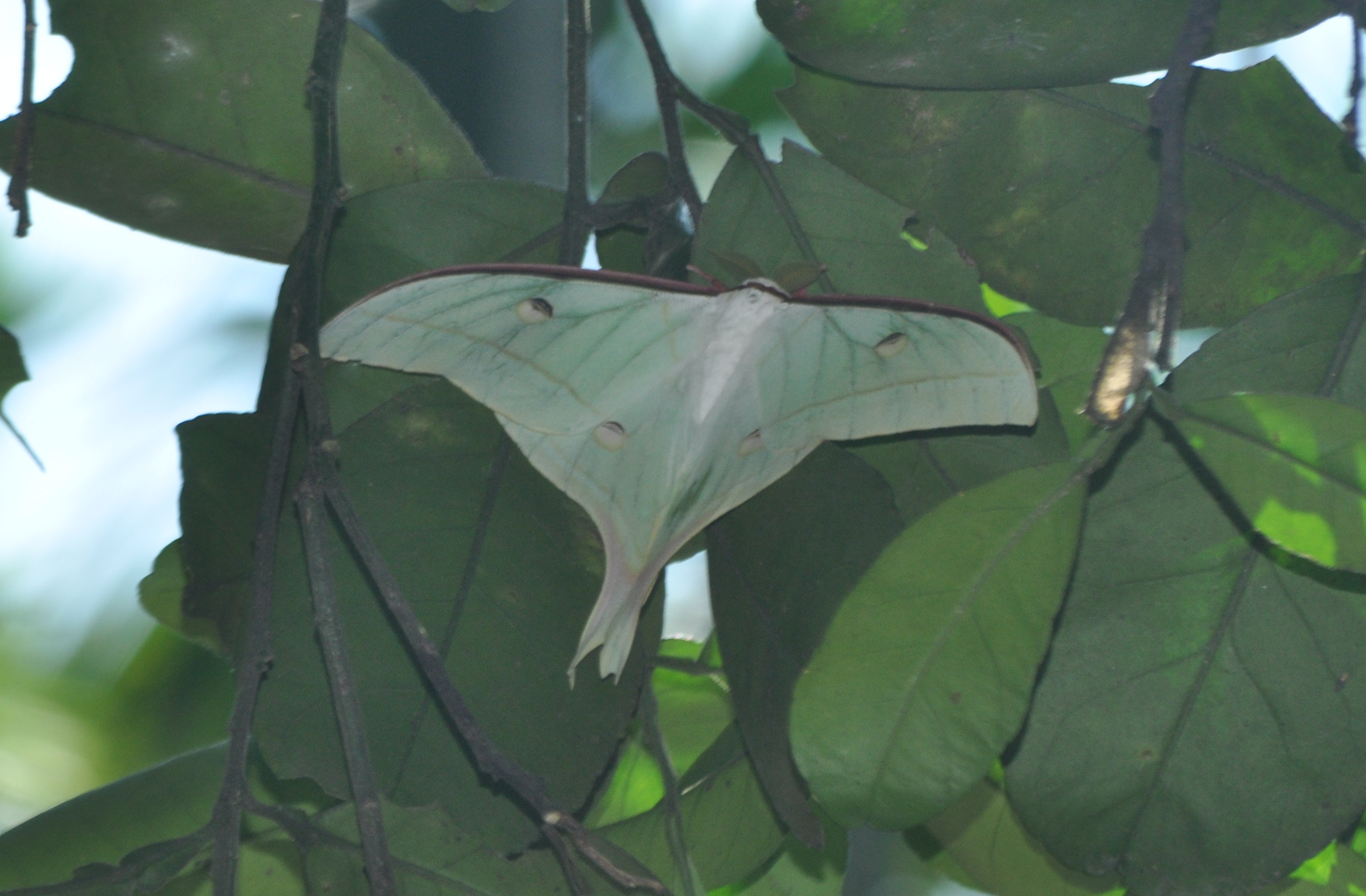
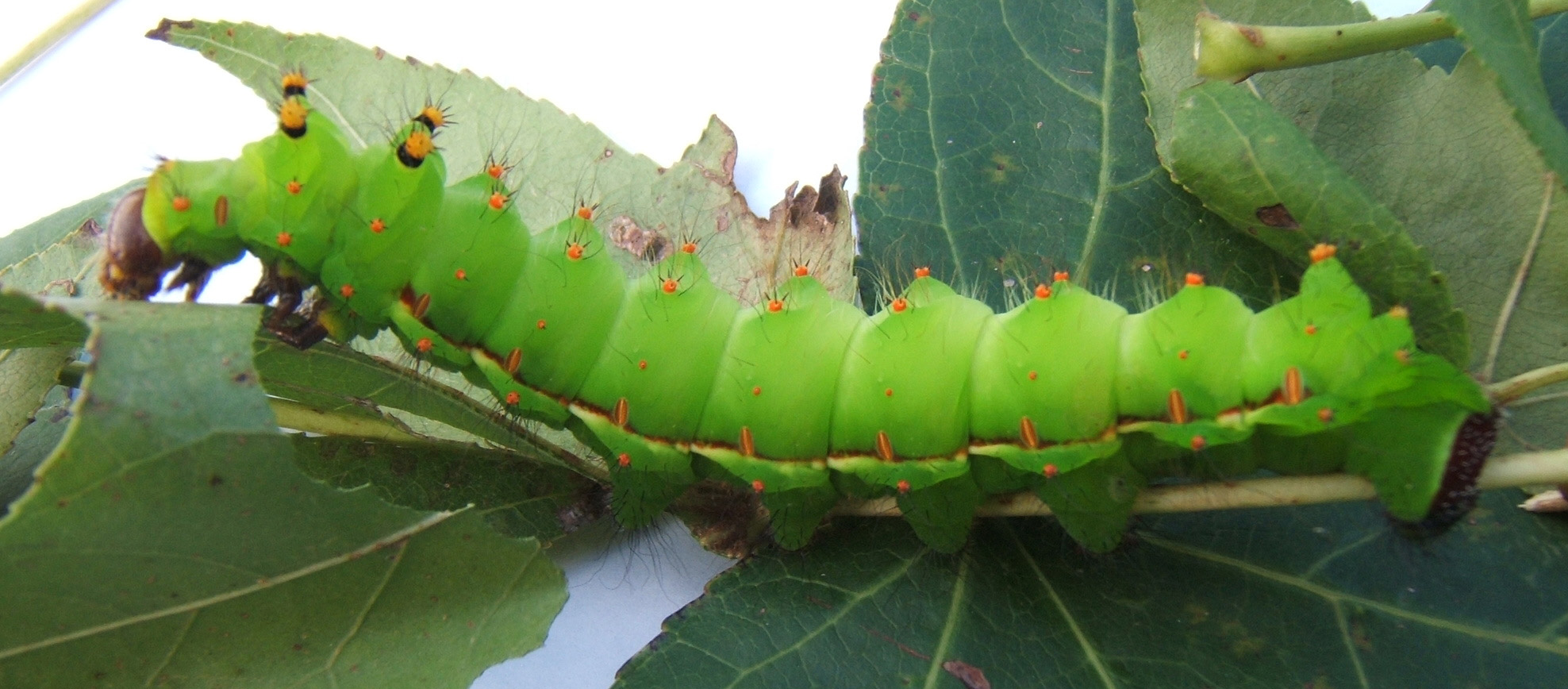
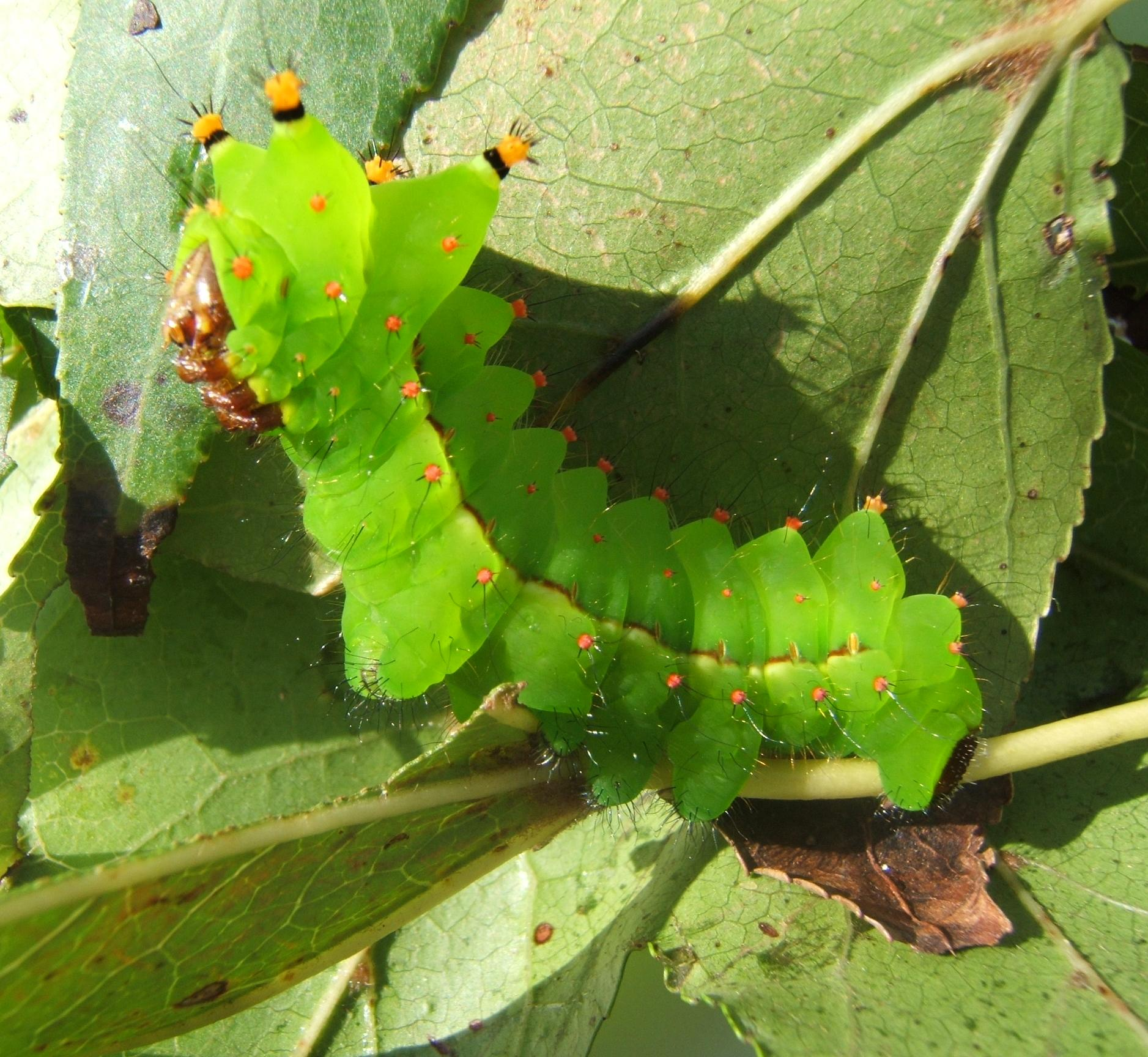
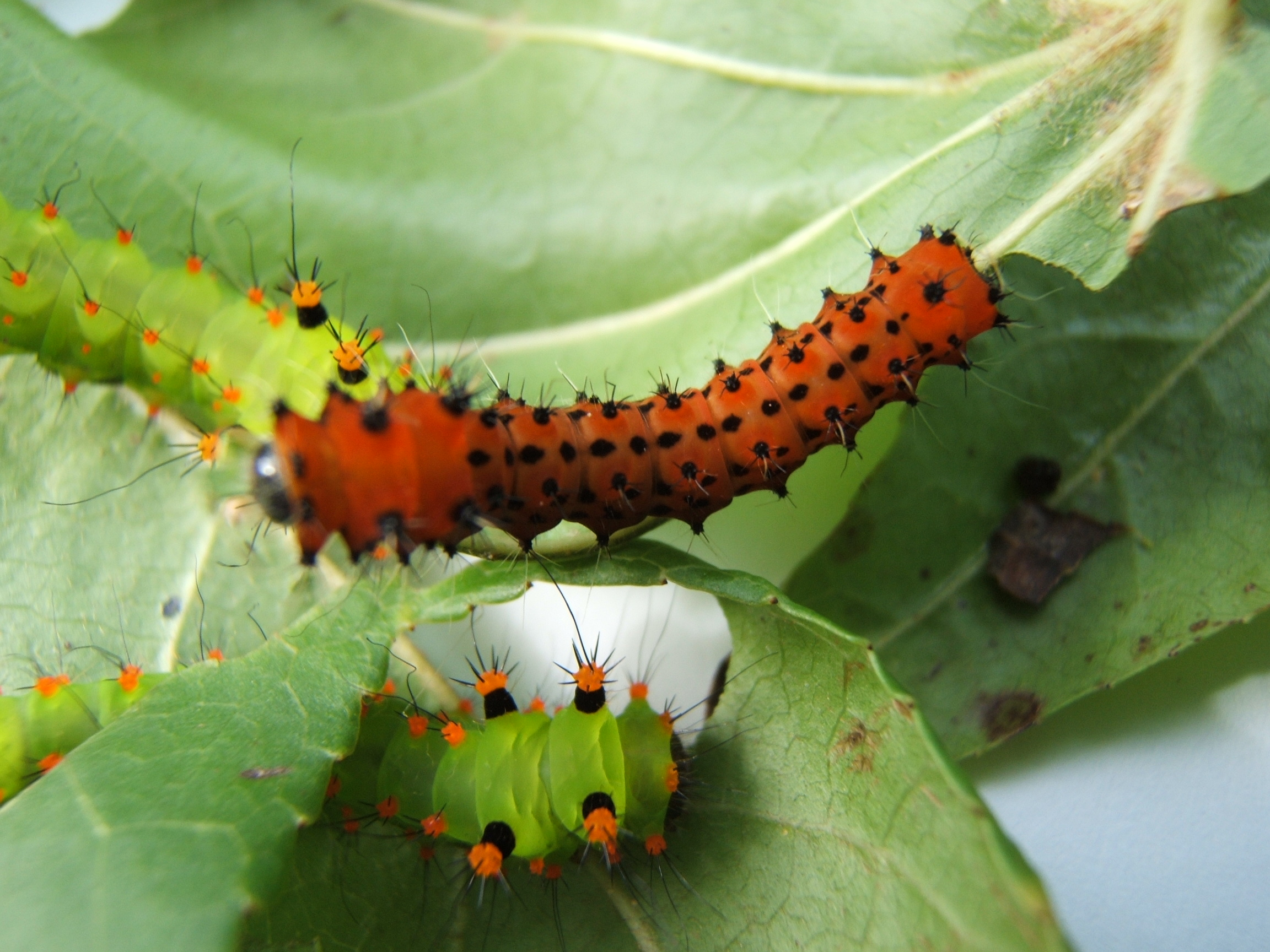
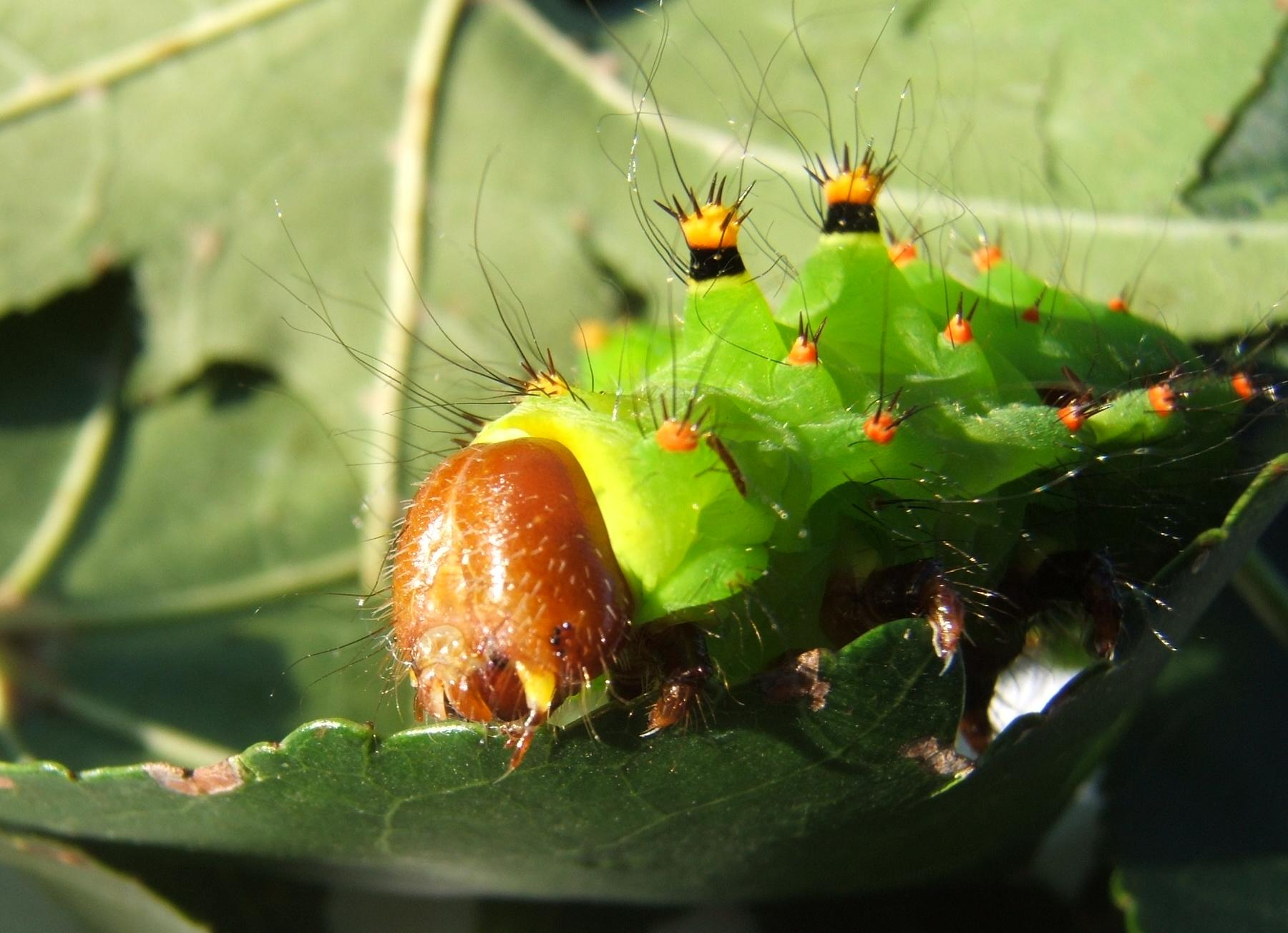
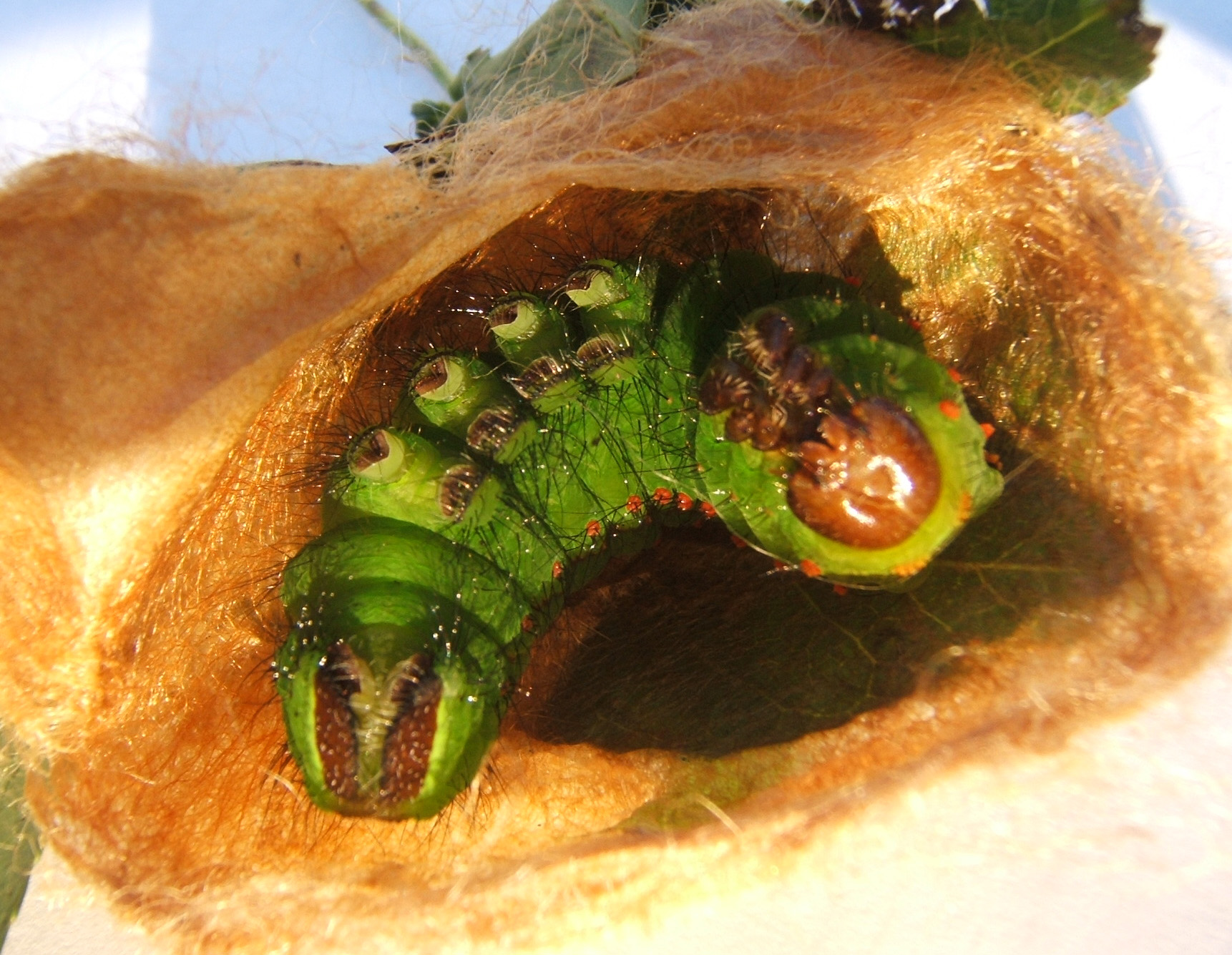
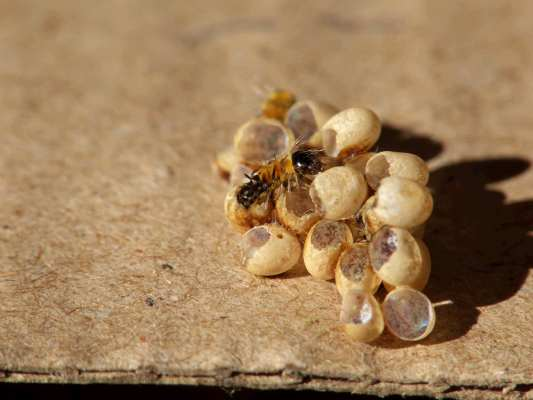